# Thunderdome Stadium
Das Thunderdome Stadium ist ein Fußballstadion in der thailändischen Stadt Pak Kret, Provinz Nonthaburi.

## Geschichte
Die Anlage ist seit 2007 die Heimspielstätte des Fußballvereins Muangthong United. Die Sportstätte war von 2012 bis 2022 nach dem Hauptsponsor des Vereins, der Siam Cement Group in SCG STADIUM umbenannt worden. Von 2010 bis 2011 trug das Stadion den Namen Yamaha Stadium. Es wurde ebenfalls nach dem damaligen Hauptsponsors des Vereins umbenannt. Seit 2022 heißt es wieder Thunderdome Stadium.
Es war das erste reine Fußballstadion in Thailand. Bis 2012 fasste es ca. 20.000 Besucher. Nach dem Umbau hat das Thunderdome Stadium ein Fassungsvermögen von 15.000 Zuschauern.
Außer Partien der Thai League und Freundschaftsspielen der thailändischen Fußballnationalmannschaft finden hier auch Konzerte statt.

## Nutzer des Stadions
| Verein               | Zeitraum der Nutzung |
| -------------------- | -------------------- |
| Muangthong United    | seit 2007            |
| Raj-Pracha FC        | 2010                 |
| TOT SC               | 2010 bis 2011        |
| Assumption United FC | 2015                 |
| Bangkok FC           | 2019                 |